# Guam Buddhism Society
Guam Buddhism Society of Guam Fo Guang Shan Temple is een mahayana boeddhistische tempel in Macheche, Barrigada, Guam. De tempel is gesticht door de internationale boeddhistische organisatie Fo Guang Shan. De stichting van de eerste boeddhistische tempel in Guam kwam door het initiatief van mevrouw Chang Yao-Hong die in 1986 een visioen van Guanyin kreeg. Ze vroeg hulp bij Fo Guang Shan. In 1989 werd 6600m² land gekocht. Tien jaar later was de tempel helemaal af en op 3 april werd de tempel officieel geopend. De bouw van de tempel kostte ongeveer twee miljoen Amerikaanse dollar.
Het gebouw van drie verdiepingen bestaat uit meerdere gebedshallen en kamers. In de hoofdhal kunnen vijfhonderd mensen tegelijkertijd bidden.
Er worden elke zondag om tien uur 's ochtends gebedsdiensten gehouden in de tempel. Naast religieuze rituelen kan men ook cursussen volgen die met de Chinese cultuur te maken hebben, zoals Chinese kalligrafie. Jaarlijks worden grote boeddhistische gebedsceremonies gehouden in de tempel op belangrijke boeddhistische en Chinese feestdagen.